# The La's
The La's är ett engelskt rockband från Liverpool som består av Lee Mavers (sång, gitarr) och John Power (bas, sång) samt olika gitarrister och trummisar. En av bandets populäraste sånger är There She Goes.

## Diskografi
Studioalbum
- The La's (1990)

Samlingsalbum
- Lost La's 1984–1986: Breakloose (1999)
- Singles Collection (2001)
- Lost La's 1986–1987: Callin' All (2001)
- BBC in Session (2006)
- Lost Tunes (2008)
- De Freitas Sessions '87 (2010)
- Callin' All (2010)

Singlar (topp 100 på UK Singles Chart)
- Way Out (1987) (#86)
- There She Goes (1988) (#59)
- Timeless Melody (1990) (#57)
- There She Goes (remix) (#13)
- Feelin' (1991) (#43)

Övrigt
- Sound Sampler  (1990) (Promoalbum)
- The La's - Lost Tunes (2008) (Remixalbum)